# Josh Todd
Josh Todd (właśc. Joshua Todd Gruber, ur. 4 kwietnia 1970 w Los Angeles) – amerykański muzyk, wokalista, autor tekstów i aktor. 

## Życiorys
Lider zespołu rockowego Buckcherry. W 2004 roku ukazał się jedyny album solowy muzyka zatytułowany You Made Me. Gościnnie występuje w teledyskach Saints of Los Angeles Motley Crue i 10 Miles Wide Escape The Fate.
W 2006 roku Josh Todd został sklasyfikowany na 98. miejscu listy 100 najlepszych wokalistów wszech czasów według Hit Parader.
Żonaty z Mitzi Martin, amerykańską aktorką i modelką. Mają dwoje dzieci: Jacka i Willow.

## Dyskografia
Albumy solowe
- You Made Me (2004, Todd Entertainment)[3]

Występy gościnne
- Atreyu – Lead Sails Paper Anchor (2007, Hollywood Records)[5]
- Mötley Crüe – Saints of Los Angeles (2008, Mötley Records)[6]
- Escape the Fate – This War Is Ours (2008, Epitaph Records)[7]

## Filmografia
- Siostrzyczki (2002) jako członek zespołu Buckcherry
- Nowy (2002) jako Rudy
- Jezioro Salton (2002) jako Duży Bill
- Świat gliniarzy (2002) jako Kurt Schmidt
- Push, Nevada (2002) jako Job
- Lighting Bug (2004) jako Rusty
- Kości (2005) w sezonie 5 odcinku 17 jako Eric Dalton
- Punk like me (2006) jako on sam
- Eagle Eye (2008) jako sprzedawca w sklepie